# Massacre de Badu Kuluwu
Le massacre de Badu Kukuwu a lieu le 27 juillet 2019, au Nigeria, pendant l'insurrection de Boko Haram.

## Déroulement
Vers 10 h 30 GMT, des djihadistes à motos ouvrent le feu sur un groupe de personnes rentrant au village de Badu Kuluwu après des funérailles à Goni Abachari, dans le district de Nganzai, à 90 kilomètres de Maiduguri,. À la suite de cela, un groupe d'auto-défense composé de chasseurs traditionnels et de miliciens se lancent à la poursuite des djihadistes. Ces derniers les mettent en déroute et tuent 42 personnes supplémentaires,,
L'attaque serait une opération de représailles, menée après la mort deux semaines plut tôt de onze combattants djihadistes lors d'un combat contre des miliciens,,. 

## Bilan humain
Le 29 juillet, le chef du gouvernement local, Muhammed Bulama, annonce que le bilan de l'attaque est de 65 morts et de 10 blessés. L'attaque menée contre les participants rassemblés pour la cérémonie de funérailles a fait 20 morts, tandis que plusieurs dizaines de personnes ont été tuées en se lançant à la poursuite des djihadistes. Bunu Bukar Mustapha, le dirigeant d'une milice locale, donne pour sa part à l'AFP un bilan de 23 personnes tuées dans la première attaque et de 42 miliciens tués après s'être lancé à la poursuite des djihadistes. 

## Réactions
Le président nigérian Muhammadu Buhari ordonne aux forces aériennes et militaires nigérianes de parcourir la zone à la recherche des assaillants après l'attaque.